# Daniel Štefulj
Daniel Štefulj (Langenhagen, 8 novembre 1999) è un calciatore croato, difensore del Győri ETO in prestito dalla Dinamo Zagabria.

## Biografia
Nato a Langenhagen, durante la permanenza da calciatore del padre Danijel tra le file dell'Hannover 96.

## Caratteristiche tecniche
È un terzino sinistro.

## Carriera

### Club
Ha esordito fra i professionisti il 29 luglio 2018 disputando con il Krško, club nel quale giocava in prestito dal Rijeka, l'incontro del campionato sloveno pareggiato 0-0 contro l'Olimpia Lubiana. Il 25 gennaio 2021 firma un contratto pluriennale con la Dinamo Zagabria. Il 2 agosto 2023 viene ceduto in prestito annuale allo Slaven Belupo.

### Nazionale
Il 17 novembre 2020 ha esordito con la nazionale Under-21 croata nella vittoria interna per 7-0 contro la Lituania valida per le qualificazioni agli Europei 2021 di categoria.

## Statistiche

### Cronologia presenze e reti in nazionale
| Cronologia completa delle presenze e delle reti in nazionale ― Croazia under 21 | Cronologia completa delle presenze e delle reti in nazionale ― Croazia under 21 | Cronologia completa delle presenze e delle reti in nazionale ― Croazia under 21 | Cronologia completa delle presenze e delle reti in nazionale ― Croazia under 21 | Cronologia completa delle presenze e delle reti in nazionale ― Croazia under 21 | Cronologia completa delle presenze e delle reti in nazionale ― Croazia under 21 | Cronologia completa delle presenze e delle reti in nazionale ― Croazia under 21 | Cronologia completa delle presenze e delle reti in nazionale ― Croazia under 21 |
| Data                                                                            | Città                                                                           | In casa                                                                         | Risultato                                                                       | Ospiti                                                                          | Competizione                                                                    | Reti                                                                            | Note                                                                            |
| ------------------------------------------------------------------------------- | ------------------------------------------------------------------------------- | ------------------------------------------------------------------------------- | ------------------------------------------------------------------------------- | ------------------------------------------------------------------------------- | ------------------------------------------------------------------------------- | ------------------------------------------------------------------------------- | ------------------------------------------------------------------------------- |
| 17-11-2020                                                                      | Pola                                                                            | Croazia under 21                                                                | 7 – 0                                                                           | Lituania under 21                                                               | Qual. Europeo Under-21 2021                                                     | -                                                                               |                                                                                 |
| Totale                                                                          |                                                                                 | Presenze                                                                        | 1                                                                               |                                                                                 | Reti                                                                            | 0                                                                               |                                                                                 |

## Palmarès

### Club
- Coppa di Croazia: 1

Rijeka: 2019-2020
- Campionato croato: 1

Dinamo Zagabria: 2021-2022